# Rhus aromatica
Rhus aromatica es una especie de zumaque perteneciente a la familia de las anacardiáceas. Es originaria de Norteamérica.

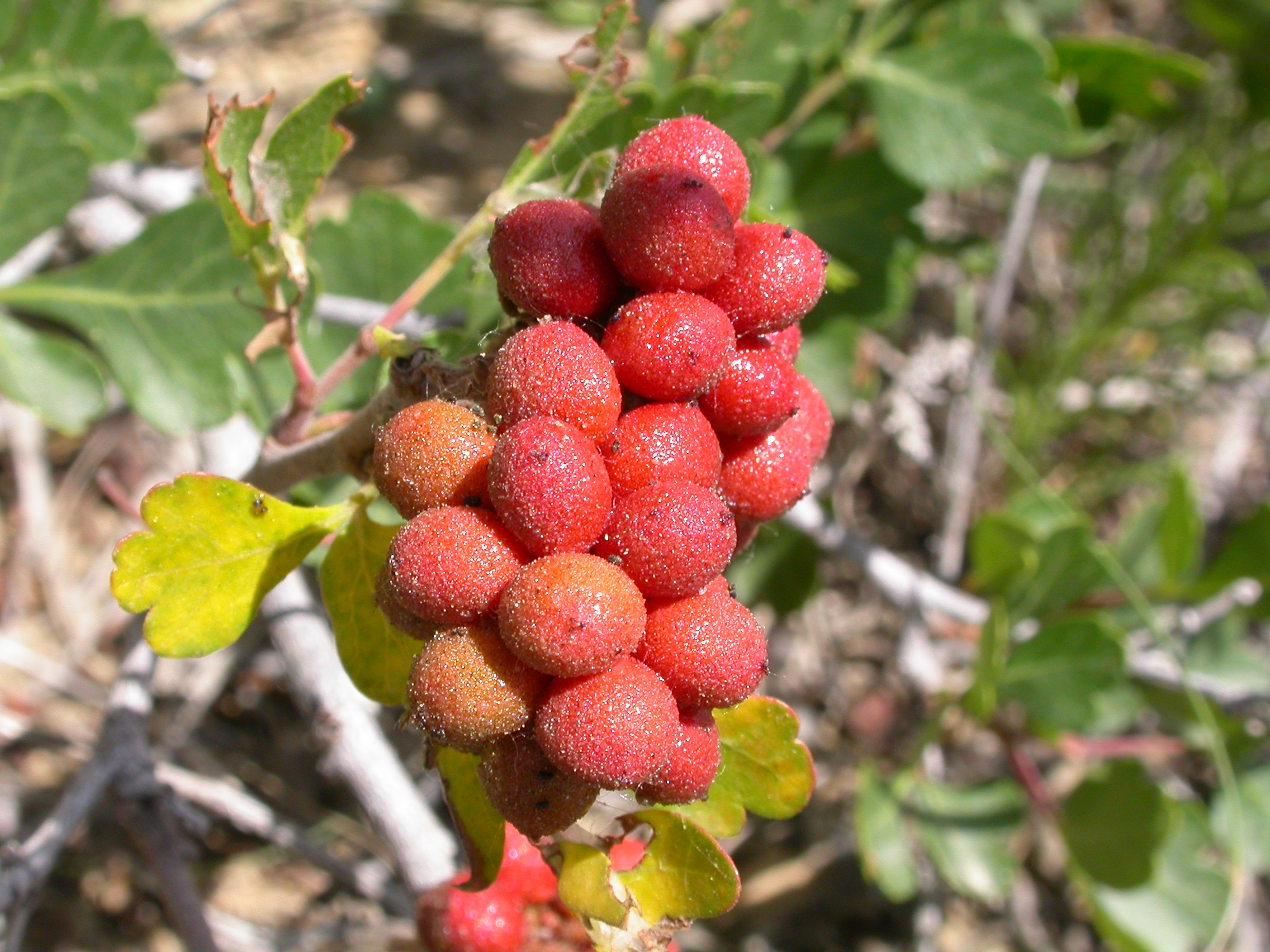
Frutos

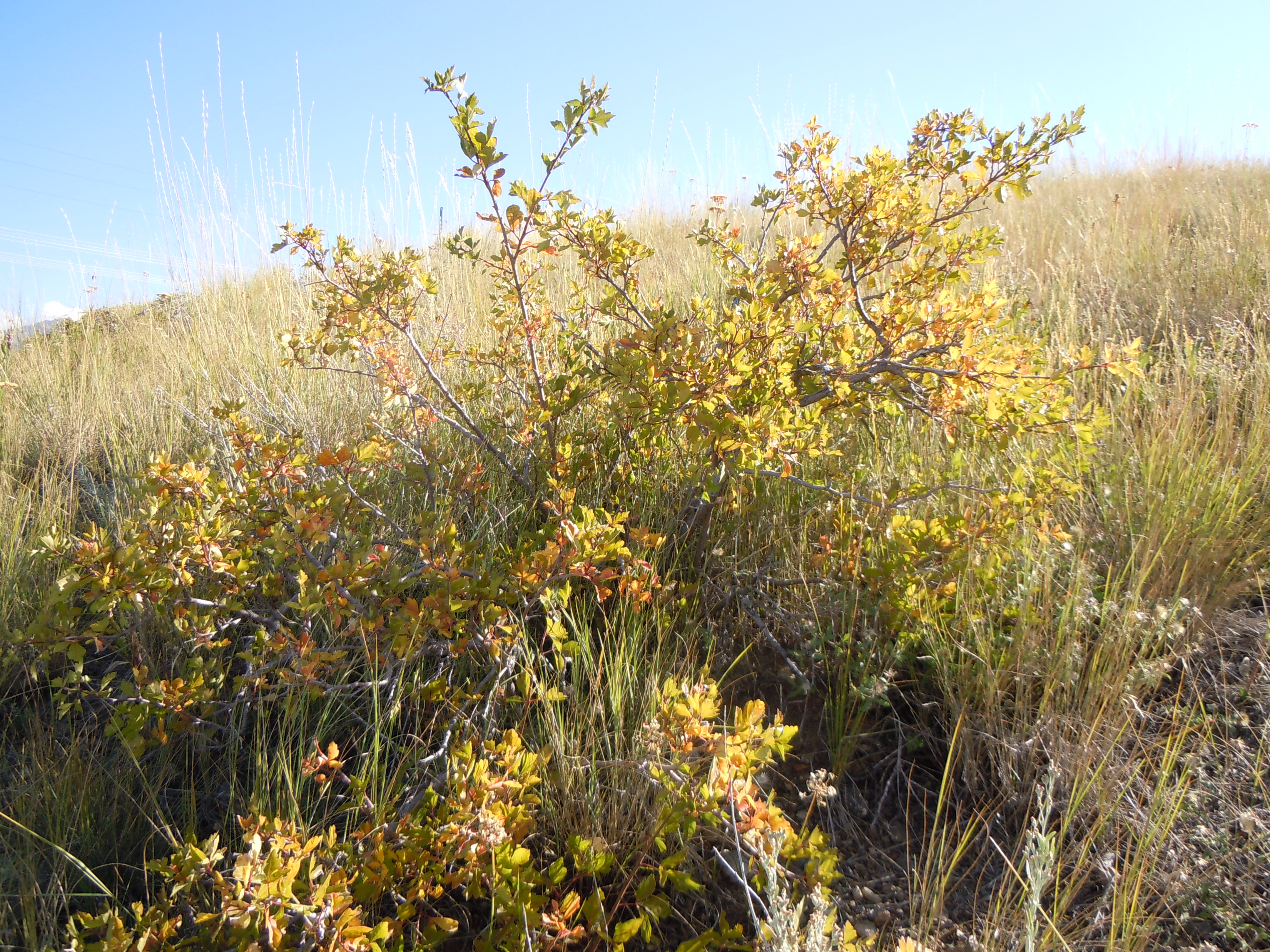
Vista de la planta

## Características
Conocido popularmente como zumaque oloroso, es un arbusto que suele crecer por encima de 2 m de altura. Sus hojas son trifoliadas, con peciolos cortos de unos 2 cm de longitud; los tres foliolos son sésiles y están cubiertos de un vello aterciopelado cuando son jóvenes. El foliolo terminal es considerablemente mayor que los otros dos. Las flores son pequeñas, de color verde amarillento; brotando antes de que aparezcan las hojas, las flores se agrupan en espigas laxas. Los frutos son pequeñas drupas de color rojo y están cubiertas de pelillos blancos, tienen el tamaño de un guisante.

## Distribución y hábitat
Es un arbusto oloroso originario de las regiones orientales de América del Norte.

## Historia
Hay noticias del zumaque publicada por autores antiguos, aunque no se refieren a la especie americana, sino a especies del sur de Europa, como Rhus cotinus, denominado el zumaque veneciano, o a la especie Rhus coriaria, nativo de la región mediterránea y vendida en épocas antiguas por los comerciantes de Alepo.

## Propiedades

### Usos medicinales
Es astringente y diurético. Su actividad deriva de su alto contenido de taninos, aunque es poco usado en fitoterapia. Puede ser útil en el tratamiento de la diarrea y de la menstruación escasa, así como en el tratamiento de la diabetes e inflamaciones del riñón y vejiga urinaria. Se ha recomendado para darlo a niños que se orinan en la cama, asiciándolo con plantas sedantes y anti neuríticas como el hipérico.
Tiene poco uso pues su manipulación puede provocar dermatosis en sujetos sensibles.

### Principios activos
Contiene una abundante cantidad de taninos gálicos (27 %), flavonoles, un 0-07 % de aceite esencial, gomas, resinas, oxalatos y ceras.

### Preparación
- Extracto fluido: 10-20 gotas, tres o cuatro veces al día.
- Tintura: 1 gramo varias veces al día.
- Tintura madre: 25 gotas, tres veces al día.

## Taxonomía
Rhus aromatica fue descrita por William Aiton y publicado en Hortus Kewensis; or, a catalogue . . . 1: 367. 1789.
Etimología
Rhus: nombre genérico que deriva de la palabra griega para "rojo", una alusión a los llamativos colores de otoño de algunas especies.
aromatica: epíteto latino que significa "aromática".
Variedades
- Rhus aromatica var. arenaria (Greene) Fernald
- Rhus aromatica var. aromatica Aiton
- Rhus aromatica var. serotina (Greene) Rehder[3]